# Univers animé Marvel
Ne pas confondre avec les différents univers de Marvel Animation.
Production
Diffusion
L'univers animé Marvel (Marvel Animated Universe, abrégé en MAU) est une franchise de séries télévisées animées qui partagent la même continuité. Toutes les séries animées sont des adaptations des personnages de Marvel Comics, créés par Stan Lee, Larry Lieber, Don Heck, Jack Kirby et Steve Ditko dès 1961.

## Séries composant l'univers
L'univers comprend les séries suivantes :
- X-Men (1992-1997) : Cette série suit les aventures des X-Men, une équipe de mutants dotés de pouvoirs spéciaux, dans leur lutte pour la coexistence pacifique entre les mutants et les humains.
- Iron Man (1994-1996) : Cette série met en scène les aventures de Tony Stark, alias Iron Man, un inventeur et industriel milliardaire qui utilise son armure high-tech pour combattre le crime et la malveillance.
- Les Quatre Fantastiques (1994-1996) : Cette série suit les aventures de Red Richards, Sue Storm, Johnny Storm et Ben Grimm, un groupe de scientifiques qui acquièrent des pouvoirs spéciaux après avoir été exposés à des rayons cosmiques.
- Spider-Man, l'homme-araignée (1994-1998) : Cette série met en scène les aventures de Peter Parker, un adolescent qui acquiert des pouvoirs spéciaux après avoir été mordu par une araignée génétiquement modifiée.
- L'Incroyable Hulk (1996-1997) : Cette série suit les aventures de Bruce Banner, un scientifique qui se transforme en Hulk, un monstre vert doté d'une force incroyable, lorsqu'il est soumis à des émotions fortes.
- Silver Surfer (1998) : Cette série met en scène les aventures de Norrin Radd, alias Silver Surfer, un héraut de Galactus qui parcourt l'univers à la recherche de planètes à dévorer.
- Les nouvelles aventures de Spider-Man (1999-2001) : Cette série est une suite de Spider-Man, l'homme-araignée et met en scène les aventures de Peter Parker dans une nouvelle école.
- Avengers (1999-2000) : Cette série suit les aventures des Avengers, une équipe de super-héros qui se réunissent pour protéger le monde des menaces extraterrestres et terrestres.
- X-Men '97 (2024-) : Cette série est une suite de la série X-Men originale et met en scène les aventures des X-Men dans un monde où les mutants et les humains coexistent de manière plus complexe.

## Production
Les séries de l'univers animé Marvel ont été produites par différentes entités de Marvel, notamment :
- Marvel Productions (plus tard connue sous le nom de Marvel Films Animation) en collaboration avec Saban Entertainment pour certaines séries, jusqu'en 1997, année de sa cessation d'activité.
- Marvel Entertainment a supervisé la production des séries de 1997 à 2001.
- Marvel Studios Animation a produit X-Men '97 en 2024.

## Diffusion
Les séries de l'univers animé Marvel ont été diffusées sur différentes chaînes de télévision, notamment :
- X-Men, Spider-Man, l'homme-araignée, Les nouvelles aventures de Spider-Man, Avengers et Silver Surfer : Fox Kids
- Les Quatre Fantastiques, L'Incroyable Hulk et Iron Man : syndication, Marvel Action Hour (en), UPN Kids et Fox Kids
- X-Men ’97 : Disney+

## Continuité et incohérence
Bien que les séries partagent une certaine continuité,, il existe plusieurs problèmes de cohérence entre elles. Les différentes séries n'ont pas été créées par une seule personne ou un seul groupe, mais par différentes sociétés de production aux objectifs et visions différentes. Il existe plusieurs liens entre les séries, tels que :
- L'Incroyable Hulk faisant référence à des événements dans Iron Man et Les Quatre Fantastiques
- L'apparition de Juggernaut dans Les Quatre Fantastiques en lien avec un épisode précédent des X-Men
- Robert Hays reprenant son rôle d'Iron Man dans Spider-Man, l'homme-araignée

Cependant, quelques éléments déconnectent également les séries, tels que :
- L'histoire de Venom dans Spider-Man, l'homme-araignée et Les nouvelles aventures de Spider-Man
- La chronologie de Captain America entre Les Quatre Fantastiques et Spider-Man, l'homme-araignée
- Le Surfer d'argent dans Les Quatre Fantastiques et dans Silver Surfer

## Place dans le multivers Marvel
Il est possible que l'univers animé Marvel existe au sein du multivers Marvel. Le wiki Marvel Database indique qu'il existe plusieurs désignations pour cet univers, bien que chaque série ne porte pas la même appellation.
De plus, bien que X-Men '97 soit la suite de la série de 1992, DeMayo a expliqué que la série clarifiera sa relation avec l'univers partagé du MCU.